# Ale kommun
Ale kommun är en kommun i Västra Götalands län. Kommunen omfattar huvuddelen av det tidigare Ale härad och har sitt namn efter detta. Som centralort anges den av Statistiska centralbyrån definierade tätorten Nödinge-Nol. Kommunhuset ligger i Alafors i centralortens nordligaste del, men viss kommunadministration är förlagd till Nödinge.
Huvuddelen av befolkningen bor i de sex delvis sammanvuxna samhällena Surte, Bohus, Nödinge, Nol, Alafors och Älvängen.

## Administrativ historik
Kommunens område motsvarar socknarna: Hålanda, Kilanda, Nödinge, Skepplanda och Starrkärr. I dessa socknar bildades vid kommunreformen 1862 landskommuner med motsvarande namn.
Vid kommunreformen 1952 bildades storkommunerna Skepplanda (av de tidigare kommunerna Hålanda och Skepplanda) och Starrkärr (av Kilanda och Starrkärr) medan Nödinge landskommun förblev oförändrad.
Ale kommun bildades 1974 i anslutning till kommunreformen 1971 av Nödinge, Starrkärrs och Skepplanda kommuner.
Kommunen ingår sedan bildandet i Alingsås tingsrätts domsaga.
Kommunen är namngiven efter Ale härad, som förutom socknarna i Ale även inkluderade Sankt Peder och Ale-Skövde i Lilla Edets kommun samt Östads socken i Lerums kommun.
Kommunen tillhörde Älvsborgs län till dess att länet uppgick den 1 januari 1998 i Västra Götalands län.
Kommunen ingår i Storgöteborg.

## Geografi
Kommunen är belägen i de västra delarna av landskapet Västergötland med Göta älv i väster. Kommunen gränsar till Göteborgs kommun i söder, till Lerums och Alingsås kommuner i öster, till Trollhättans och Lilla Edets kommuner i norr och till Kungälvs kommun i väster.
En liten del av kommunen, före detta Skårdals skate, idag Bohus och norra Surte, ligger i Bohuslän.

### Topografi och hydrografi
I söder och väster finns tätbefolkade områden och industrier längs med Göta älv, E45 och Norge/Vänerbanan. I öster och norr finns jordbruksområden, byarna Starrkärr, Ryd, Kilanda och Hålanda samt de vidsträckta och glesbefolkade naturområdena Vättlefjäll, Alefjäll och Risveden. 

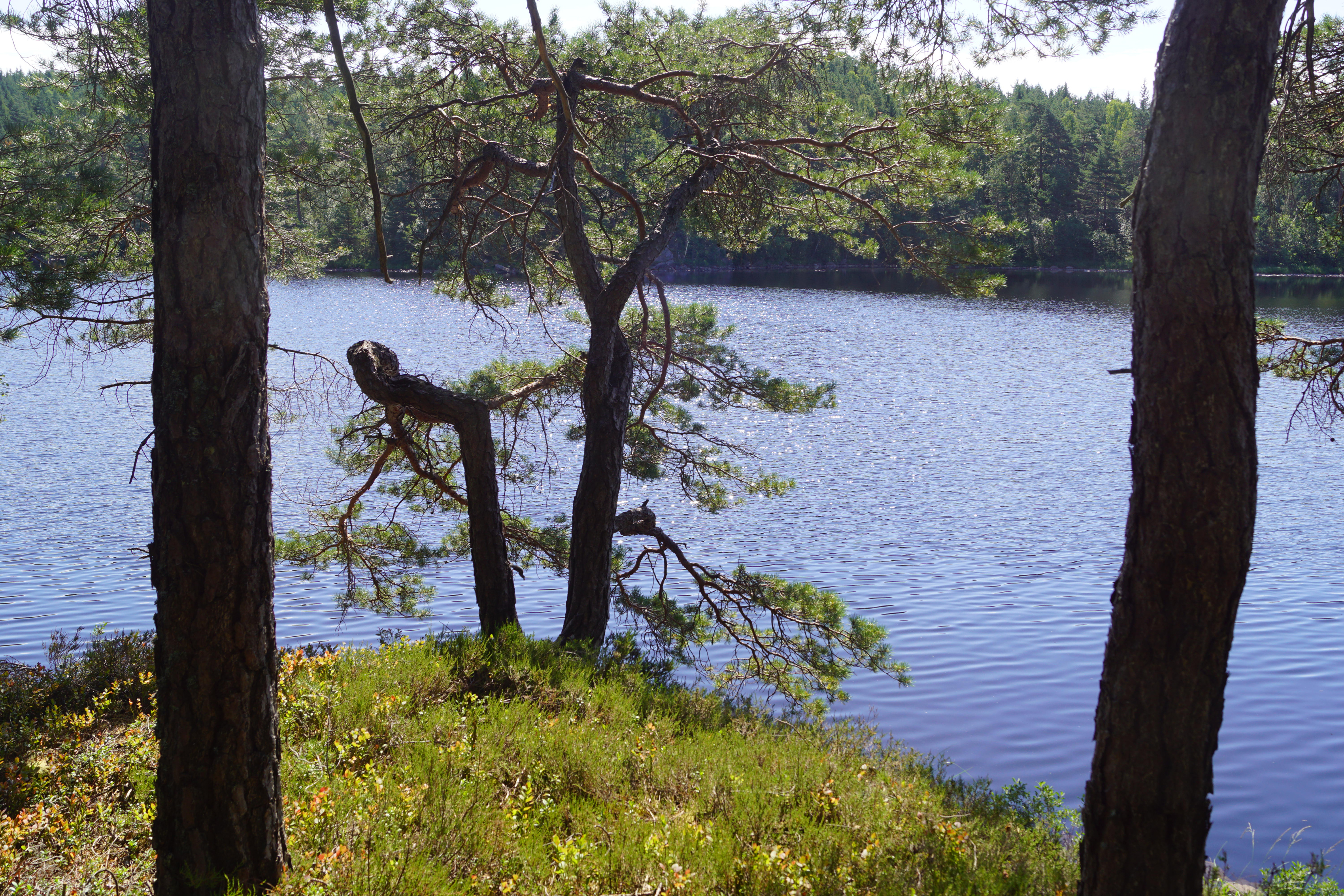
Stora Ljusevattnet i Risveden.

I de östra delarna av Ale kommun ligger Risveden, ett vidsträckt vildmarksområde och en gammal kronoallmänning med stora natur- och kulturhistoriska värden, beläget i Västergötland mellan Göta älvdalen i väster och sjöarna Mjörn och Anten i öster. Risveden är omkring 20 000 hektar stort (inom den tidigare kronoallmäningens gränser), till ytan större än ön Hisingen och är Västsveriges största sammanhängande skogsområde.
Vättlefjäll och Alefjäll är ett naturområde som sträcker sig ifrån Lövgärdet i Göteborg, genom de östra delarna av Ale upp till Gråbo i Lerums kommun. I detta område ligger naturreservaten Vättlefjäll och Anfastebo.
Ales högsta punkt ligger norr om Högsjön vid Secklemossen i Risveden. Berget uppnår en högsta höjd på 196 m ö.h.
Nedan presenteras andelen av den totala ytan 2020 i kommunen jämfört med riket.
|  | Bebyggelse (8,4 %) |

|  | Skog (64,3 %) |

|  | Öppen myrmark (2,4 %) |

|  | Jordbruksmark (14,3 %) |

|  | Övrig mark (10,5 %) |

|  | Bebyggelse (3,1 %) |

|  | Skog (68,0 %) |

|  | Öppen myrmark (7,2 %) |

|  | Jordbruksmark (7,4 %) |

|  | Övrig mark (14,3 %) |

Kommunens största sjöar är Vanderydsvattnet som man delar med Trollhättans- och Lilla Edets kommun samt Tinnsjön som man delar med Alingsås kommun.

### Naturskydd
År 2022 fanns 13 naturreservat i Ale kommun. Ett exempel är Kvarnsjöarna, ett 82 hektar stort reservat som förvaltas av Västkuststiftelsen. Flera västliga arter präglar floran i reservatet, så som gammelgranslav, kattfotslav, hållav och nållavar. I området finns 200 år gamla tallar liksom fågelarter som tjäder, hackspettar, ugglor och rovfåglar. Ett annat exempel är Risveden som även är klassat som Natura 2000-område. Reservatet utgörs av barrskog med inslag av kärr och sumpdråg. I reservatet växer exempelvis myrlilja liksom klockgentiana, klockljung och granspira. Bland fåglar i reservatet hittas  nattskärra, rödstjärt, orre och skogssnäppa.

### Administrativ indelning
Fram till 2016 var kommunen för befolkningsrapportering indelad i Nödinge församling, Skepplanda-Hålanda församling samt Starrkärr-Kilanda församling.

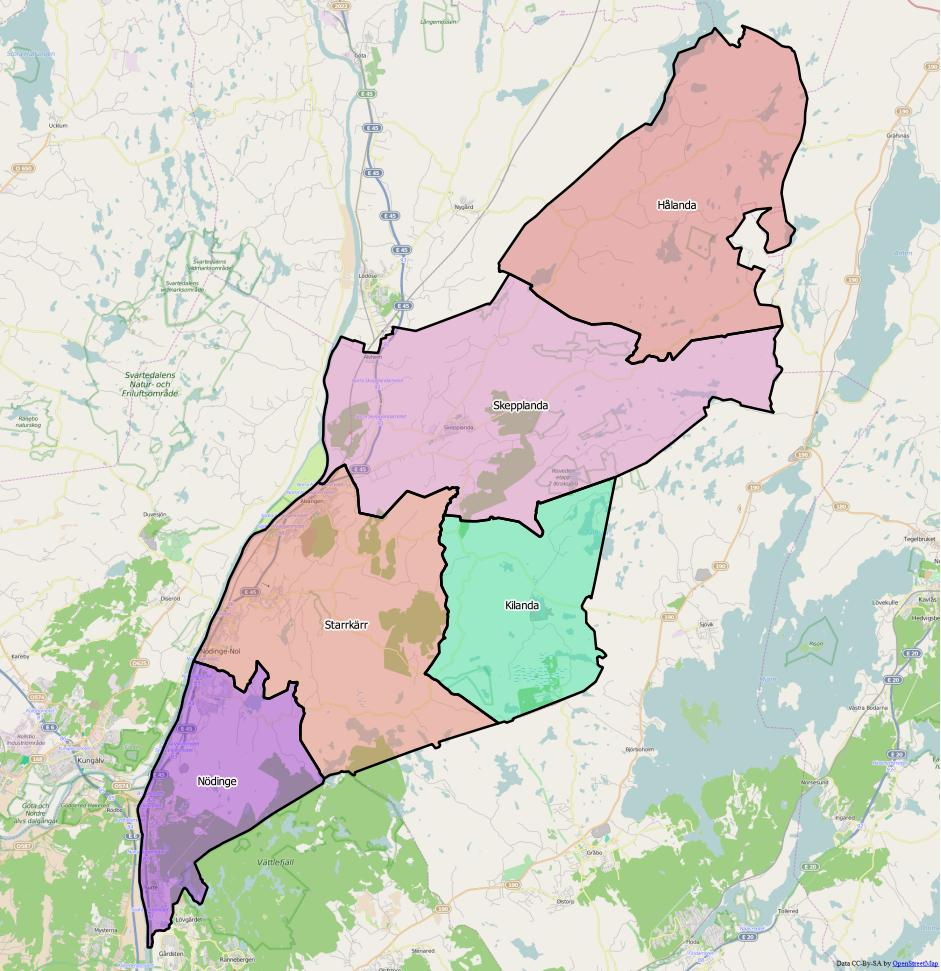
Distrikt inom Ale kommun.

Från 2016 indelas kommunen i fem distrikt, vilka motsvarar de tidigare socknarna – Hålanda, Kilanda, Nödinge, Skepplanda och Starrkärr.

### Tätorter
År 2021 bodde 83,4 procent av kommunens invånare i någon av kommunens tätorter, vilket var lägre än motsvarande siffra för riket där genomsnittet var 87,6 procent. Vid tätortsavgränsningen av Statistiska centralbyrån 2020 fanns det fem tätorter i Ale kommun.
| Nr | Tätort      | Folkmängd (2020) |
| -- | ----------- | ---------------- |
| 1  | Nödinge-Nol | 11 476           |
| 2  | Surte       | 6 490            |
| 3  | Älvängen    | 6 163            |
| 4  | Skepplanda  | 1 875            |
| 5  | Alvhem      | 361              |

Centralorten är i fet stil.
I tätorten Nödinge-Nol ingår samhällena Alafors, Nol och Nödinge. I tätorten Surte ingår Surte och Bohus.

## Styre och politik

### Styre
Mandatperioden 2010–2014 styrdes kommunen av en minoritetskoalition bestående av Alliansen i koalition med Ale-demokraterna. Dessa samlade 24 av 49 mandat.
Efter valet 2014 var Ale en av mycket få  kommuner i Sverige där Alliansen öppnade för att behålla makten med stöd av Sverigedemokraterna och Ale-demokraterna. Detta blev aldrig verklighet då Ale-demokraterna valde att bilda ett styre tillsammans de rödgröna och socialdemokraternas Paula Örn tog över posten som kommunstyrelsens ordförande från moderaten Mikael Berglund.
Mandatperioden 2018–2022 styrdes kommunen i minoritet genom ett politiskt samarbete mellan Alliansen, Miljöpartiet och Framtid i Ale där Mikael Berglund blev kommunstyrelsens ordförande.
Efter valet 2022 tog Moderaterna, Sverigedemokraterna, Kristdemokraterna och Framtid i Ale makten och bildade ett majoritetsstyre där Mikael Berglund för andra gången blev kommunstyrelsens ordförande.
| År        | Partier | Partier | Partier | Partier | Partier | Partier |
| --------- | ------- | ------- | ------- | ------- | ------- | ------- |
| 1974–1976 | S       |         |         |         |         |         |
| 1976–1979 | S       |         |         |         |         |         |
| 1979–1982 | S       |         |         |         |         |         |
| 1982–1985 | S       |         |         |         |         |         |
| 1985–1988 | S       |         |         |         |         |         |
| 1988-1991 | S       |         |         |         |         |         |
| 1991–1994 | M       | FP      | KD      | C       |         |         |
| 1994–1998 | S       |         |         |         |         |         |
| 1998-2002 | S       | V       | MP      |         |         |         |
| 2002–2006 | S       | V       |         |         |         |         |
| 2006–2010 | S       | V       | MP      |         |         |         |
| 2010–2014 | M       | AD      | C       | L       | KD      |         |
| 2014–2018 | S       | AD      | V       | MP      |         |         |
| 2018–2022 | M       | C       | FiA     | L       | KD      | MP      |
| 2022–     | M       | SD      | KD      | FiA     |         |         |

### Kommunfullmäktige

#### Presidium
| Presidium 2022–2026    | Presidium 2022–2026 | Presidium 2022–2026    |
| ---------------------- | ------------------- | ---------------------- |
| Ordförande             | KD                  | Claes-Anders Bengtsson |
| Förste vice ordförande | S                   | Elaine Björkman        |
| Andre vice ordförande  | M                   | Lars Kopp              |

#### Mandatfördelning 1973–2022
| 2 | 21 | 12 | 5 |  | 4 |

| 36 | 9 |

| 2 | 21 | 12 | 5 |  | 4 |

| 35 | 10 |

| 2 | 21 | 10 | 5 |  | 6 |

| 29 | 16 |

| 2 | 26 | 8 | 3 |  | 9 |

| 36 | 13 |

| 3 | 22 |  | 7 | 7 |  | 8 |

| 35 | 14 |

| 2 | 23 | 3 | 7 | 6 | 2 | 6 |

| 33 | 16 |

| 3 | 19 | 2 | 2 | 5 | 5 | 3 | 10 |

| 33 | 16 |

| 4 | 24 | 3 | 5 | 3 | 2 | 8 |

| 29 | 20 |

| 7 | 19 | 2 | 7 | 3 | 2 | 4 | 5 |

| 25 | 24 |

| 5 | 21 | 2 | 5 | 3 | 4 | 4 | 5 |

| 27 | 22 |

| 4 | 20 | 2 |  | 6 | 3 | 3 | 3 | 7 |

| 29 | 20 |

| 3 | 17 | 2 | 3 | 6 | 2 | 3 | 2 | 11 |

| 28 | 21 |

| 3 | 17 | 3 | 5 | 2 | 3 | 2 | 2 | 2 | 10 |

| 28 | 21 |

| 4 | 13 | 2 | 8 | 3 |  | 3 | 2 | 2 | 11 |

| 29 | 20 |

| 4 | 14 |  | 10 | 2 | 3 | 2 | 3 | 10 |

| 27 | 22 |

### Nämnder

#### Kommunstyrelse
| Presidium 2022–2026    | Presidium 2022–2026 | Presidium 2022–2026 |
| ---------------------- | ------------------- | ------------------- |
| Ordförande             | M                   | Mikael Berglund     |
| Förste vice ordförande | S                   | Dennis Ljunggren    |
| Andre vice ordförande  | SD                  | Robert Jansson      |

Totalt har kommunstyrelsen tretton ledamöter. Dess ordförande är kommunens heltidsarvoderade kommunalråd och dessa förste vice ordförande är kommunens oppositionsråd.

#### Lista över kommunstyrelsens ordförande
- Arne Adiels (S) (1974–1978)
- Evald Malm (S) (1978–1987)
- Sven Pettersson (S) (1987–1991)
- Jan Skog (M) (1991–1994)
- Sven Pettersson (S) (1994–1997)
- Inga-Lill Andersson (S) (1997–2006)
- Jarl Karlsson (S) (2006–2010)
- Mikael Berglund (M) (2010–2014)
- Paula Örn (S) (2015–2018)
- Mikael Berglund  (M) (2018–)

#### Övriga nämnder
Avser mandatperioden 2022–2026:
| Nämnd                   | Ordförande | Ordförande             | Förste vice ordförande | Förste vice ordförande | Andre vice ordförande | Andre vice ordförande |
| ----------------------- | ---------- | ---------------------- | ---------------------- | ---------------------- | --------------------- | --------------------- |
| Demokratiberedningen    | KD         | Claes-Anders Bengtsson | S                      | Elaine Björkman        |                       |                       |
| Jävsnämnden             | M          | Mikael Berglund        | S                      | Dennis Ljunggren       |                       |                       |
| Krisledningsnämnden     | M          | Mikael Berglund        | S                      | Dennis Ljunggren       | SD                    | Robert Jansson        |
| Samhällsbyggnadsnämnden | M          | Henrik Fogelklou       | S                      | Johan Nordin           | M                     | Jan Murray            |
| Servicenämnden          | KD         | Sune Rydén             | C                      | Jessica Loftbring      | SD                    | Claes Mellander       |
| Socialnämnden           | FiA        | Tyrone Hansson         | S                      | Johnny Sundling        | M                     | Lars Kopp             |
| Utbildningsnämnden      | SD         | Lena Camp              | S                      | Anette Håkansson       | M                     | Maj Holmström         |
| Valnämnden              | KD         | Sune Rydén             | S                      | Catharina Eliasson     | FiA                   | Lena Zackrisson       |
| Överförmyndarnämnden    | SD         | Robert Roos            | S                      | Eva Eriksson           |                       |                       |

Flera av nämndernas ordförande och vice ordförande är kommunalråd på deltid. Detta gäller Socialnämndens ordförande och förste vice ordförande, Samhällsbyggnadsnämndens ordförande och förste vice ordförande samt Utbildningsnämnden ordförande och förste vice ordförande.

#### Valresultat
| Parti                                  | Parti                                  | Röstfördelning | Röstfördelning | Röstfördelning | Röstfördelning | Mandatfördelning | Mandatfördelning |
| Parti                                  | Parti                                  | Antal          | Andel          | Antal +−       | Andel +−       | Antal            | +−               |
| -------------------------------------- | -------------------------------------- | -------------- | -------------- | -------------- | -------------- | ---------------- | ---------------- |
|                                        | Socialdemokraterna                     | 5690           | 29,3           | +588           | +3,1           | 14               | +1               |
|                                        | Sverigedemokraterna                    | 4016           | 20,7           | +720           | +3,8           | 10               | +2               |
|                                        | Moderaterna                            | 3990           | 20,5           | -123           | -0,6           | 10               | -1               |
|                                        | Vänsterpartiet                         | 1499           | 7,7            | +70            | +0,4           | 4                | 0                |
|                                        | Kristdemokraterna                      | 1018           | 5,2            | +173           | +0,7           | 3                | +1               |
|                                        | Centerpartiet                          | 1011           | 5,2            | -280           | -1,4           | 3                | 0                |
|                                        | Framtid i Ale                          | 875            | 4,5            | -343           | -1,8           | 2                | -1               |
|                                        | Liberalerna                            | 615            | 3,2            | -291           | -1,5           | 2                | 0                |
|                                        | Miljöpartiet                           | 498            | 2,6            | -234           | -1,2           | 1                | -1               |
|                                        | Ale-demokraterna                       | 5              | 0,03           | -402           | -2,1           | 0                | -1               |
|                                        | Övriga anmälda partier                 | 216            | 1,1            | +187           | +0,9           | 0                | 0                |
| Giltiga röster totalt                  | Giltiga röster totalt                  | 19 430         | 100,00         | -42            | —              | 49               | 0                |
| Ogiltiga röster - inte anmälda partier | Ogiltiga röster - inte anmälda partier | 3              | 0              | -22            | -0,1           |                  |                  |
| Ogiltiga röster - blanka               | Ogiltiga röster - blanka               | 263            | 1,3            | +9             | 0              |                  |                  |
| Ogiltiga röster - övriga               | Ogiltiga röster - övriga               | 134            | 0,7            | +123           | +0,6           |                  |                  |
| Valdeltagande                          | Valdeltagande                          | 19 830         | 81,70          | +68            | -3,8           |                  |                  |
| Röstberättigade                        | Röstberättigade                        | 24 262         | —              | +1160          | —              |                  |                  |

| Parti                            | Valdistrikt                | Valdistrikt | Kommun |
| Parti                            | Starkaste                  | Andel       | Andel  |
| -------------------------------- | -------------------------- | ----------- | ------ |
| S                                | Nol södra                  | 34,6 %      | 29,3 % |
| SD                               | Skepplanda norra - Hålanda | 33,3 %      | 20,7 % |
| M                                | Älvängen östra             | 28,0 %      | 20,5 % |
| V                                | Nödinge centrum            | 14,7 %      | 7,7 %  |
| KD                               | Starrkärr                  | 9,0 %       | 5,2 %  |
| C                                | Starrkärr                  | 10,0 %      | 5,2 %  |
| FiA                              | Bohus södra                | 8,9 %       | 4,5 %  |
| L                                | Älvängen södra             | 5,5 %       | 3,2 %  |
| MP                               | Bohus södra                | 3,4 %       | 2,6 %  |
| Data hämtat från Valmyndigheten. |                            |             |        |

| Parti                                  | Parti                                  | Röstfördelning | Röstfördelning | Röstfördelning | Röstfördelning |
| Parti                                  | Parti                                  | Antal          | Andel          | Antal +−       | +−             |
| -------------------------------------- | -------------------------------------- | -------------- | -------------- | -------------- | -------------- |
|                                        | Socialdemokraterna                     | 5834           | 29,9           | +732           | +1,9           |
|                                        | Sverigedemokraterna                    | 5015           | 25,7           | +714           | +3,5           |
|                                        | Moderaterna                            | 3568           | 18,3           | -71            | -0,5           |
|                                        | Vänsterpartiet                         | 1301           | 6,7            | -128           | -1,0           |
|                                        | Kristdemokraterna                      | 1100           | 5,6            | -112           | -0,6           |
|                                        | Centerpartiet                          | 1029           | 5,3            | -262           | -1,7           |
|                                        | Miljöpartiet                           | 694            | 3,6            | -65            | -0,3           |
|                                        | Liberalerna                            | 648            | 3,3            | -266           | -1,4           |
|                                        | Övriga anmälda partier                 | 328            | 1,7            | –              | –              |
| Giltiga röster totalt                  | Giltiga röster totalt                  | –              | 100,00         | –              | —              |
| Ogiltiga röster - inte anmälda partier | Ogiltiga röster - inte anmälda partier | –              | –              | –              | –              |
| Ogiltiga röster - blanka               | Ogiltiga röster - blanka               | –              | –              | –              | –              |
| Ogiltiga röster - övriga               | Ogiltiga röster - övriga               | –              | –              | –              | –              |
| Valdeltagande                          | Valdeltagande                          | 19 517         | 85,1           | -50            | -2,8           |
| Röstberättigade                        | Röstberättigade                        | 23 187         | —              | +961           | —              |

| Parti                            | Valdistrikt                | Valdistrikt | Kommun |
| Parti                            | Starkaste                  | Andel       | Andel  |
| -------------------------------- | -------------------------- | ----------- | ------ |
| S                                | Nödinge centrum            | 35,9 %      | 29,9 % |
| SD                               | Skepplanda norra - Hålanda | 36,6 %      | 25,7 % |
| M                                | Älvängen östra             | 25,3 %      | 18,3 % |
| V                                | Nödinge centrum            | 13,8 %      | 6,7 %  |
| KD                               | Skepplanda västra          | 7,0 %       | 5,6 %  |
| C                                | Starrkärr                  | 9,5 %       | 5,3 %  |
| MP                               | Älvängen östra             | 5,3 %       | 3,6 %  |
| L                                | Älvängen centrum           | 5,2 %       | 3,3 %  |
| Data hämtat från Valmyndigheten. |                            |             |        |

| Parti                                  | Parti                                  | Röstfördelning | Röstfördelning | Röstfördelning | Röstfördelning |
| Parti                                  | Parti                                  | Antal          | Andel          | Antal +−       | +−             |
| -------------------------------------- | -------------------------------------- | -------------- | -------------- | -------------- | -------------- |
|                                        | Socialdemokraterna                     | 2893           | 24,89          | +44            | -3,82          |
|                                        | Sverigedemokraterna                    | 2355           | 20,27          | +1037          | +6,98          |
|                                        | Moderaterna                            | 1653           | 14,22          | +524           | +2,84          |
|                                        | Miljöpartiet                           | 1164           | 10,02          | -62            | -2,34          |
|                                        | Kristdemokraterna                      | 1134           | 9,76           | +582           | +4,19          |
|                                        | Centerpartiet                          | 1050           | 9,04           | +502           | +3,51          |
|                                        | Vänsterpartiet                         | 769            | 6,62           | +74            | -0,39          |
|                                        | Liberalerna                            | 321            | 2,76           | -559           | -6,11          |
|                                        | Piratpartiet                           | 80             | 0,69           | -184           | -1,97          |
|                                        | Feministiskt initiativ                 | 75             | 0,65           | -331           | -3,45          |
|                                        | Alternativ för Sverige                 | 50             | 0,43           | +50            | +0,43          |
|                                        | Övriga anmälda partier                 | 55             | 0,66           | +23            | +0,12          |
| Giltiga röster totalt                  | Giltiga röster totalt                  | 11 621         | 100,00         | +1700          | —              |
| Ogiltiga röster - inte anmälda partier | Ogiltiga röster - inte anmälda partier | 11             | 0,09           | +11            | +0,09          |
| Ogiltiga röster - blanka               | Ogiltiga röster - blanka               | 95             | 0,81           | -31            | -0,44          |
| Ogiltiga röster - övriga               | Ogiltiga röster - övriga               | 5              | 0,04           | -1             | -0,02          |
| Valdeltagande                          | Valdeltagande                          | 11 732         | 52,02          | +1679          | +4,08          |
| Röstberättigade                        | Röstberättigade                        | 22 555         | —              | +1582          | —              |

Källa: 

### Internationella relationer
"Visionen för Ales internationella arbete tar sin utgångspunkt i visionen - Lätt att leva. Det ska vara lätt att leva oavsett bakgrund, tillhörighet till kultur och religion. Internationell kompetens ska öka toleransen och förståelsen människor emellan. Det internationella arbetet ska medverka till att skapa ett hållbart samhälle inom de tre hållbarhetsdimensionerna - ekologisk, social och ekonomisk hållbarhet."
År 1986 ingick ett vänortssamarbete med den finska staden Ruukki, samarbetet innebar bland annat att finska elever studerade vid gymnasieskolor i Ale. År 1992 ingicks ett vänortssamarbete med Kaufungen i Tyskland. Inledningsvis rörde samarbetet kultur och föreningslivet, men i början av 2000-talet involverade även näringslivet. År 2001 ingick ännu ett vänortssamarbete, denna gång med  Bertinoro i Italien. Kommunen har även bidragit i till exempel EU-samarbeten.

### Nationella relationer
Ale är medlem i Göteborgsregionens kommunalförbund.

## Ekonomi och infrastruktur

### Näringsliv
Industrisektorn utgör basen i det lokala näringslivet. Jordbruket utgörs främst av små enheter och har en en undanskymd ställning, exempelvis används många lantbruk som bisyssla. Älvdalen blev tidigt industrialiserad, exempelvis anlades det numer nedlagda  Alafors spinneri 1855. År 1868 tillkom Surte glasbruk, som lades ner 1976, och som med tiden blev Sveriges största buteljtillverkare. Under 1900-talet anlades flera nya stora företag så som AB P.A. Carlmark med Sveriges största repslageri, batteritillverkaren Tudor AB och EKA Chemicals AB som gör basråvaror till massa-, tvättmedels- och läkemedelsindustrin. Viktiga faktorer för att locka företag har varit transportleden Göta älv och tillgång på energi och processvatten. Därtill har närheten Göteborg och dess hamn, arbetskraft och marknad varit viktig förutsättningar. I början av 2020-talet var kommunen den största arbetsgivaren som stod för 40 procent av kommunens arbetstillfällen. Bland de större privata företagen hittas AkzoNobelkoncernen, Nobina Sverige AB och lågprisvaruhuset AB Klädkällaren.

#### Industri

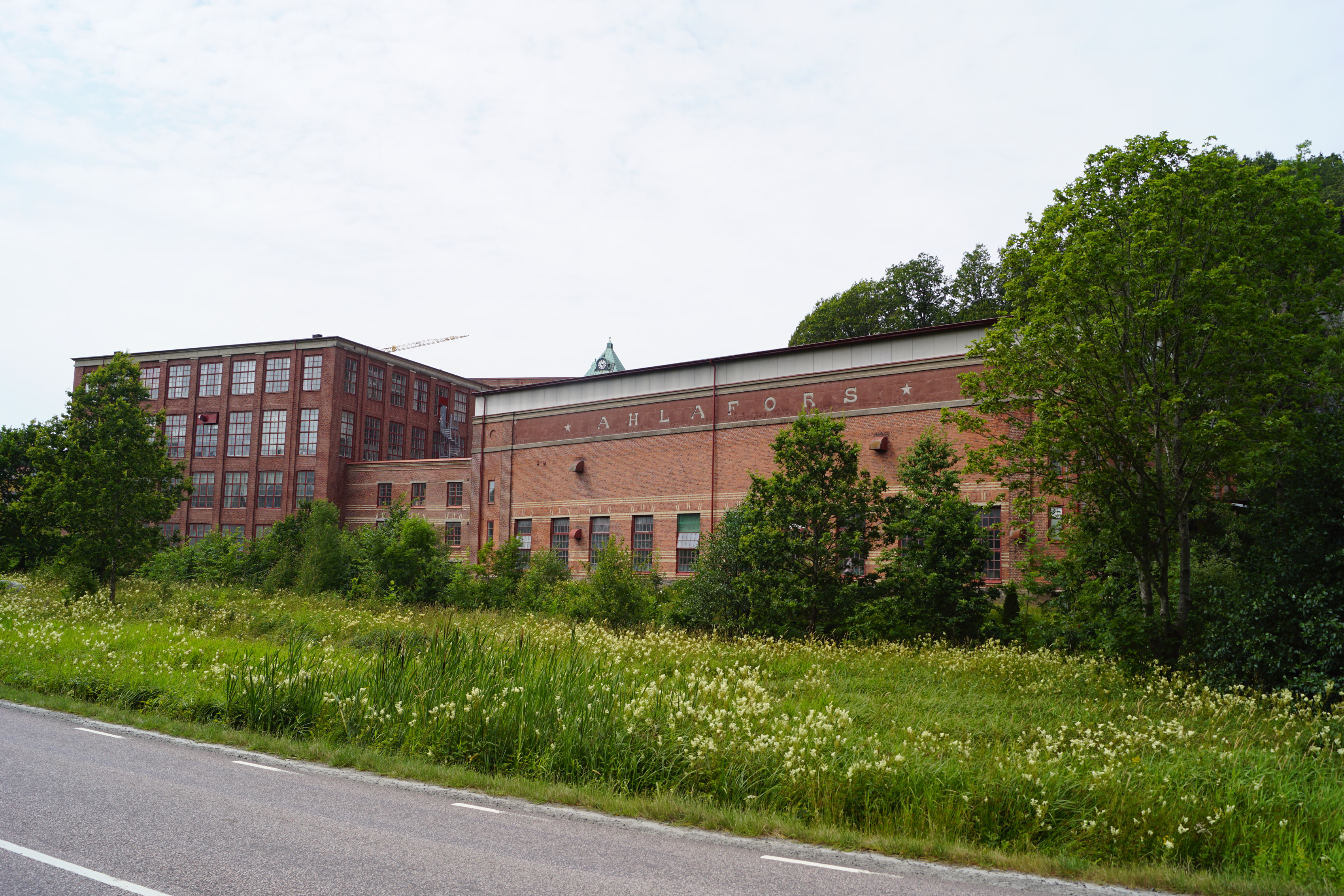
Ahlafors fabriker.

I östra Alafors ligger de anrika fabriksbyggnaderna Ahlafors fabriker, grundat av industrimannen Alexander Keiller. 
Surte glasbruk präglade det lilla samhället Surte från starten 1862 till nedläggningen 1978. I de gamla fabrikslokalerna ligger nu Glasbruksmuseet där man visar vad som producerats på orten och vilken roll bruket spelade. Mannen som formgav Coca-Cola-flaskan, Alexander Samuelson, kom från Surte glasbruk.
Repslagarmuseet i Älvängen har en 270 meter lång, fungerande repslagarbanan som år 1917 flyttades till Älvängen från Åmål av företaget PAC, P A Carlmarks, som anses vara Sveriges äldsta och under sin tid största repslageri. Repslagarbanan har använts till att tillverka tågvirket till ostindiefararen Götheborg.

#### Tjänster och turism
Runtom i Ale ligger många fornlämningar, fornborgar, hällristningar, gårdar och äldre kyrkor som drar stor turism till kommunen. Genom och förbi flera av dessa platser går olika leder. En av dessa är Pilgrimsleden som sträcker sig från Gamlestaden via Lärjedalen och Vättlefjäll, vidare till Lödöse och Skara. 

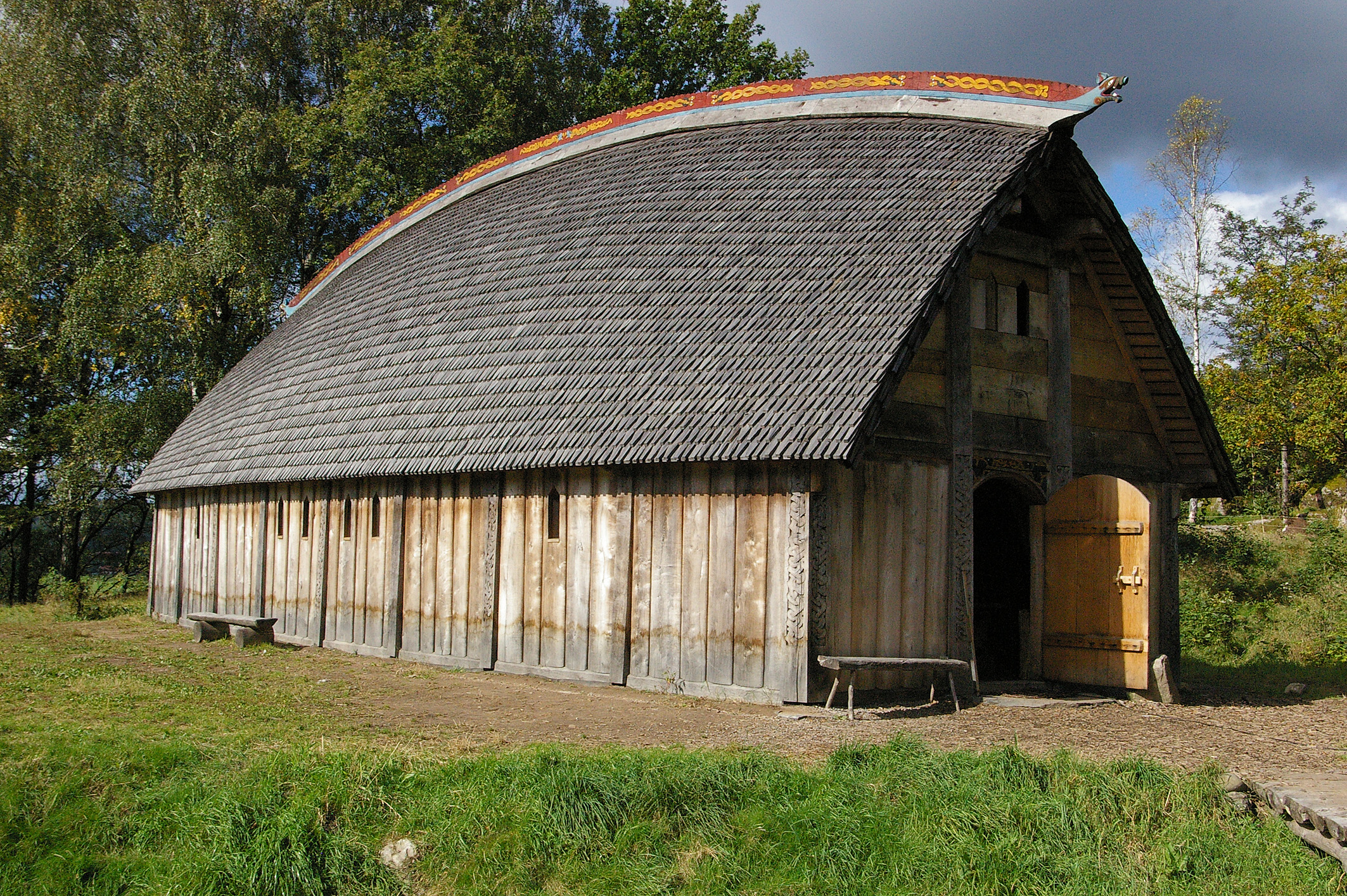
Hallbyggnaden i Ale vikingagård.

Ale Vikingagård är rekonstruerad gårdsbebyggelse från vikingatiden som ligger vid Göta älv.
Prästalunds hembygdsgård i Starrkärr är ett populärt resmål för firande av valborg, nationaldagen och midsommar. Här finns bland annat en tiondebod, uppförd på 1700-talet för att förvara det tionde, som alla bönder fick betala i skatt till kyrkan i form av naturaprodukter. Den äldsta byggnaden är dock komministerbostaden från Hällebäckahult, som troligen uppfördes kring 1690.

### Infrastruktur

#### Transporter

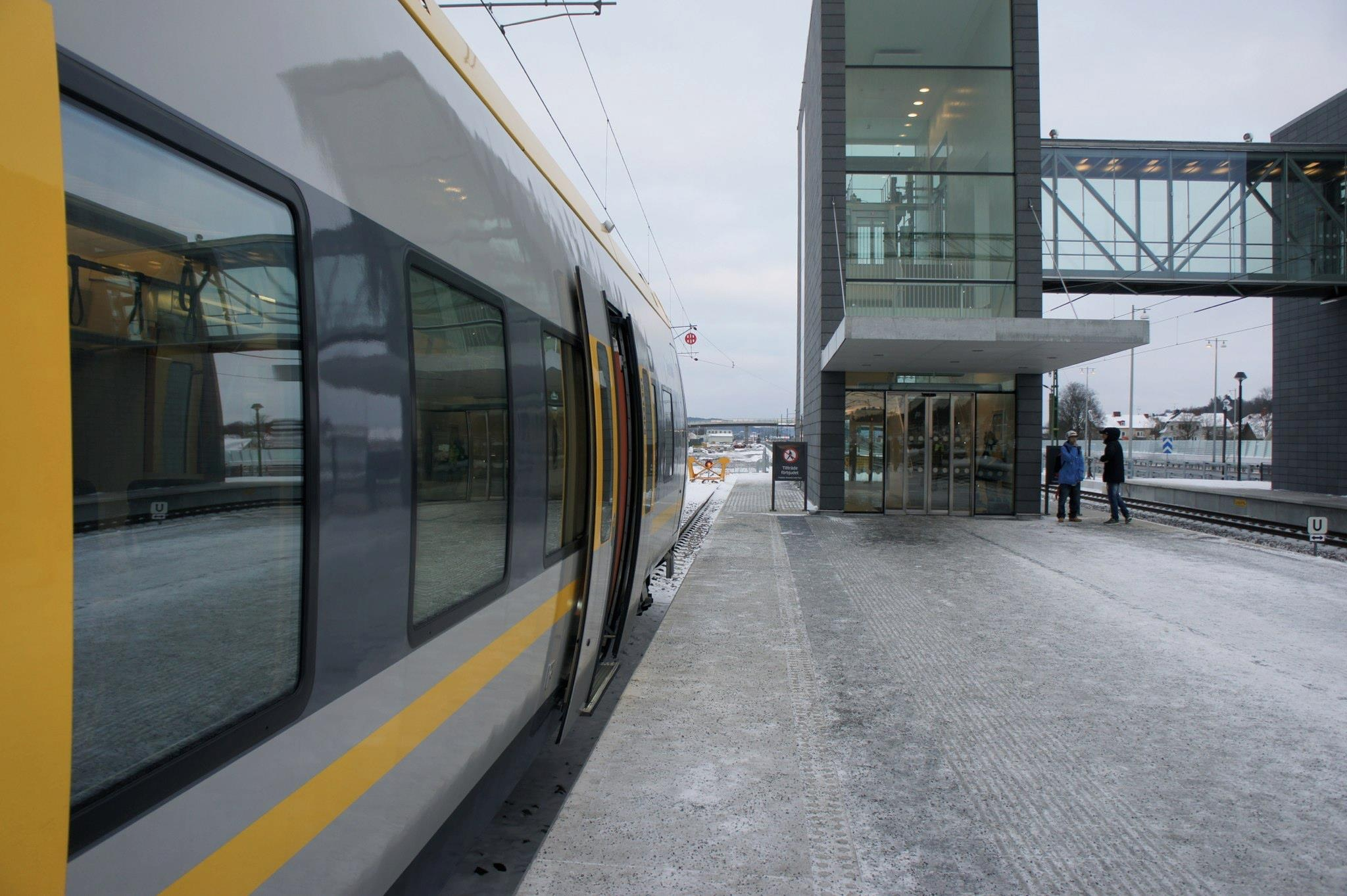
Älvängen station.

De västra delarna av kommunen genomkorsas av E45 och järnvägen Norge/Vänerbanan. Göteborgs pendeltåg (Alependeln) stannar i Surte, Bohus, Nödinge, Nol och Älvängen. Västtågens regiontåg stannar i Bohus och Älvängen. 
Ale har kollektivtrafik till de närliggande större städerna och strategiska knutpunkterna Göteborg, Trollhättan, Uddevalla, Vänersborg, Kungälv, Stenungsund, Alingsås och Lerum men även till de mindre orterna Lilla Edet, Lödöse, Sjövik och Sollebrunn.

#### Utbildning och forskning
I kommunen finns det 31 stycken förskolor. 26 av dem är kommunala, två är föräldrarkooperativ, två  drivs av Svenska kyrkan och en är inom montessori. 

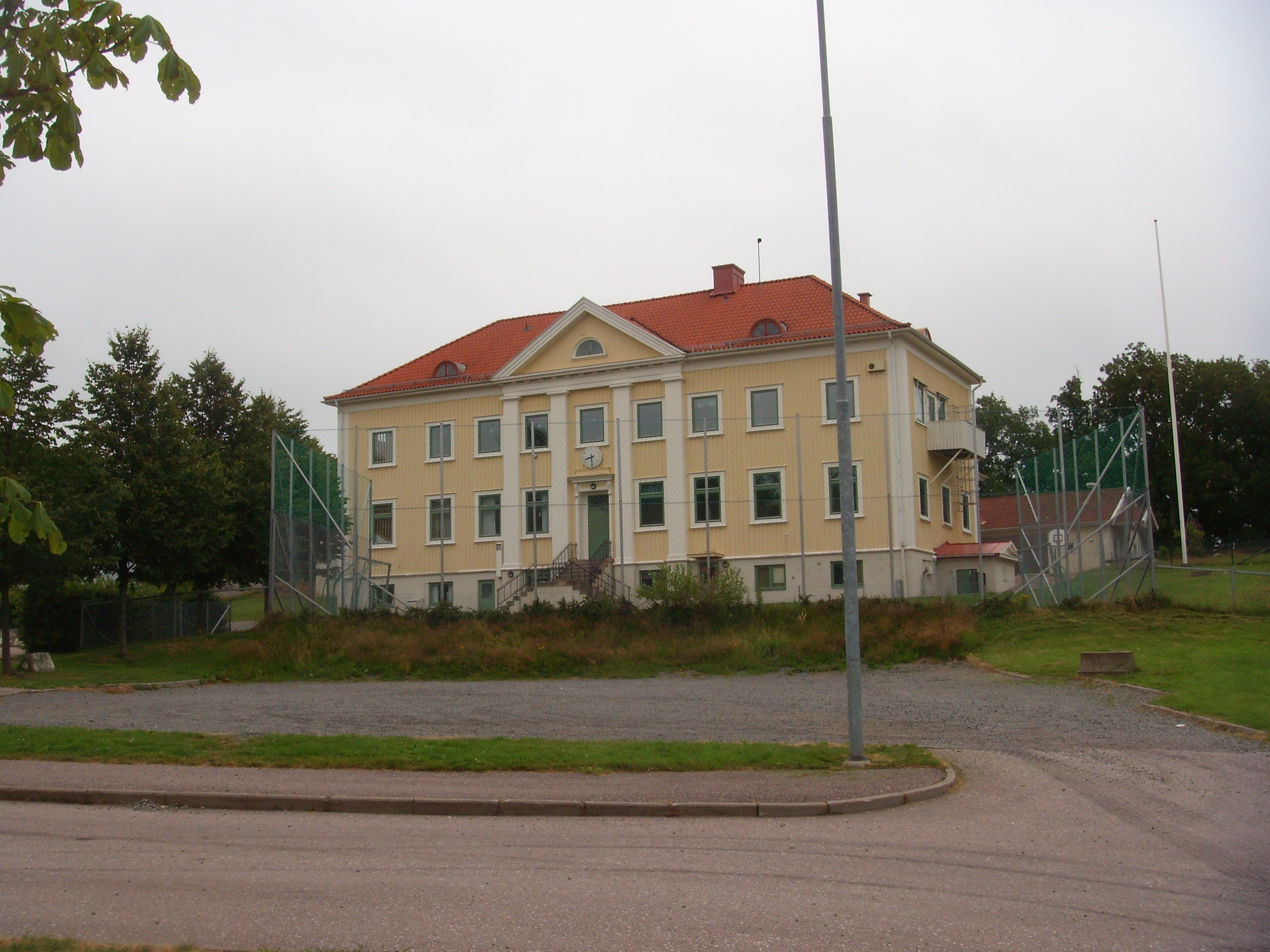
Ahlafors fria skola i Alafors.

2020 hamnade Ale på plats 275 av 290 kommuner på läroverkets rankinglista gällande bästa skolkommun. I många avseenden hamnade Ale lågt på listan förutom gällande lärarlöner där kommunen hamnade på plats 34. År 2022 fanns 14 grundskolor i kommunen varav en var en fristående skola. Tre av grundskolorna hade även högstadieskola – Bohusskolan, Da Vinciskolan, Aroseniusskolan samt Ahlafors fria skola.
Ale gymnasium är kommunens gymnasieskola, idag belägen i Älvängen.  Från grundandet  1995 och till 2014 låg den i Nödinge och hade då ett flertal nationella program. Efter att dessa avvecklats, återstår endast två introduktionsprogram – för nyanlända och för elever som behöver en anpassad lägre studietakt. När skolan var ny blev den medialt uppmärksammad för att den hade en lokal styrelse med elevmajoritet. Vissa yrkesinriktade nationella gymnasieprogram tillhandahålls inom kommunen av det fristående Yrkesgymnasiet.
I Ale kommun finns fyra folkbibliotek, tre skolbibliotek, en utlåningsstation och en bokbuss.

#### Sjukvård och andra viktiga samhällstjänster
I Socialstyrelens äldreboenderanking hamnade Ale på plats 135. Lägst placering hade kommunen i kategorin ”tre eller fler psykofarmaka, 75 år och äldre i särskilt boende”,där man hamnade på plats 281. Bäst placering hade man i kategorin ”tillgodosedda rehabiliteringsbehov efter stroke” där man hamnade på första plats.

I Ale kommun finns det fem stycken äldreboenden. Alla drivs i kommunal regi
I kommunen finns det nio stycken bostäder med särskild service och flera planerade
I kommunen finns det sex stycken vårdcentraler i Bohus, Nödinge, Nol, Älvängen och Skepplanda. Patienter i behov av akutvård dirigeras till Kungälvs sjukhus eller Sahlgrenska universitetssjukhuset i Göteborg.

## Befolkning

### Demografi

#### Befolkningsutveckling
Kommunen har 32 580 invånare (31 mars 2025), vilket placerar den på 81:a plats avseende folkmängd bland Sveriges kommuner.
| Befolkningsutvecklingen i Ale kommun 1970–2020 | Befolkningsutvecklingen i Ale kommun 1970–2020 | Befolkningsutvecklingen i Ale kommun 1970–2020 | Befolkningsutvecklingen i Ale kommun 1970–2020 | Befolkningsutvecklingen i Ale kommun 1970–2020 |
| ---------------------------------------------- | ---------------------------------------------- | ---------------------------------------------- | ---------------------------------------------- | ---------------------------------------------- |
|                                                |                                                |                                                |                                                |                                                |
| År                                             |                                                |                                                | Folkmängd                                      |                                                |
| 1970                                           | 1970                                           |                                                | 17 566                                         |                                                |
| 1975                                           | 1975                                           |                                                | 21 980                                         |                                                |
| 1980                                           | 1980                                           |                                                | 23 312                                         |                                                |
| 1985                                           | 1985                                           |                                                | 23 412                                         |                                                |
| 1990                                           | 1990                                           |                                                | 24 071                                         |                                                |
| 1995                                           | 1995                                           |                                                | 25 377                                         |                                                |
| 2000                                           | 2000                                           |                                                | 25 421                                         |                                                |
| 2005                                           | 2005                                           |                                                | 26 405                                         |                                                |
| 2010                                           | 2010                                           |                                                | 27 442                                         |                                                |
| 2015                                           | 2015                                           |                                                | 28 862                                         |                                                |
| 2020                                           | 2020                                           |                                                | 31 868                                         |                                                |

#### Utländsk bakgrund
Den 31 december 2020 var andelen med utländsk bakgrund Ale kommun 24,47 är procent. Samma siffra 2002 var 15,12 procent. Störst ökning bland utrikes födda och folk med utländsk bakgrund har skett bland polacker, syrier och folk från övriga Europeiska unionen.

#### Invånare efter de vanligaste födelseländerna
Den 31 december 2020 utgjorde folkmängden i Ale kommun 31 868 personer. Av dessa var 5 525 personer (17,33 procent) födda i ett annat land än Sverige.
I denna tabell har de nordiska länderna samt de 12 länder med flest antal utrikes födda (i hela riket) tagits med. En person som inte kommer från något av de här 17 länderna har istället av Statistiska centralbyrån förts till den världsdel som deras födelseland tillhör.
| Födelseland      | Födelseland                       | Födelseland | Födelseland                   | Födelseland                |
| ---------------- | --------------------------------- | ----------- | ----------------------------- | -------------------------- |
| 31 december 2020 |                                   |             |                               |                            |
| Nr               | Land/region                       | Antal       | Andel av kommunens befolkning | Andel av rikets befolkning |
| 1                | Sverige                           | 26 343      | 82,7 %                        | 80,3%                      |
| 2                | Europa utom Norden: Övriga länder | 837         | 2,6%                          | 3,2%                       |
| 3                | Asien: Övriga länder              | 671         | 2,1 %                         | 2,6%                       |
| 4                | Finland                           | 567         | 1,8 %                         | 1,3%                       |
| 5                | Irak                              | 498         | 1,6 %                         | 1,4%                       |
| 6                | Bosnien och Hercegovina           | 430         | 1,3 %                         | 0,6%                       |
| 7                | Syrien                            | 377         | 1,2 %                         | 1,9%                       |
| 8                | Polen                             | 340         | 1,1 %                         | 0,9%                       |
| 9                | Iran                              | 275         | 0,9 %                         | 0,8%                       |
| 10               | / SFR Jugoslavien/FR Jugoslavien  | 250         | 0,8 %                         | 0,8%                       |
| 11               | Sydamerika                        | 191         | 0,6 %                         | 0,7%                       |
| 12               | Thailand                          | 156         | 0,5 %                         | 0,4%                       |
| 13               | Afghanistan                       | 153         | 0,5 %                         | 0,6%                       |
| 14               | Afrika: Övriga länder             | 152         | 0,5 %                         | 1,6%                       |
| 15               | Norge                             | 136         | 0,4 %                         | 0,4%                       |
| 16               | Danmark                           | 113         | 0,4 %                         | 0,4%                       |
| 17               | Tyskland                          | 109         | 0,3 %                         | 0,5%                       |
| 18               | Nordamerika                       | 74          | 0,2 %                         | 0,4%                       |
| 19               | Turkiet                           | 54          | 0,2 %                         | 0,5%                       |
| 20               | Somalia                           | 43          | 0,1 %                         | 0,7%                       |
| 21               | Island                            | 17          | 0,1 %                         | 0,05%                      |
| 22               | Oceanien                          | 15          | 0,0 %                         | 0,05%                      |
| 23               | Sovjetunionen                     | 7           | 0,0 %                         | 0,05%                      |
| 24               | Okänt födelseland                 | 2           | 0,01 %                        | 0,01%                      |

### Religion
I Ale kommun har Svenska kyrkan tre församlingar. Församlingarna – Starrkärr-Kilanda, Nödinge och Skepplanda-Hålanda – inom Göteborgs stift. År 2020 hade församlingarna 17 090 medlemmar. Svenska kyrkan har åtta kyrkor i kommunen. Hålanda kyrka har anor från 1100-talet.
Equmeniakyrkan har tre kyrkor i Ale kommun, varav kyrkan i Älvängen hade 106 medlemmar år 2022. Filadelfiakyrkan finns i Bohus och Pingstförsamlingen i Smyrnakyrkan i Älvängen.

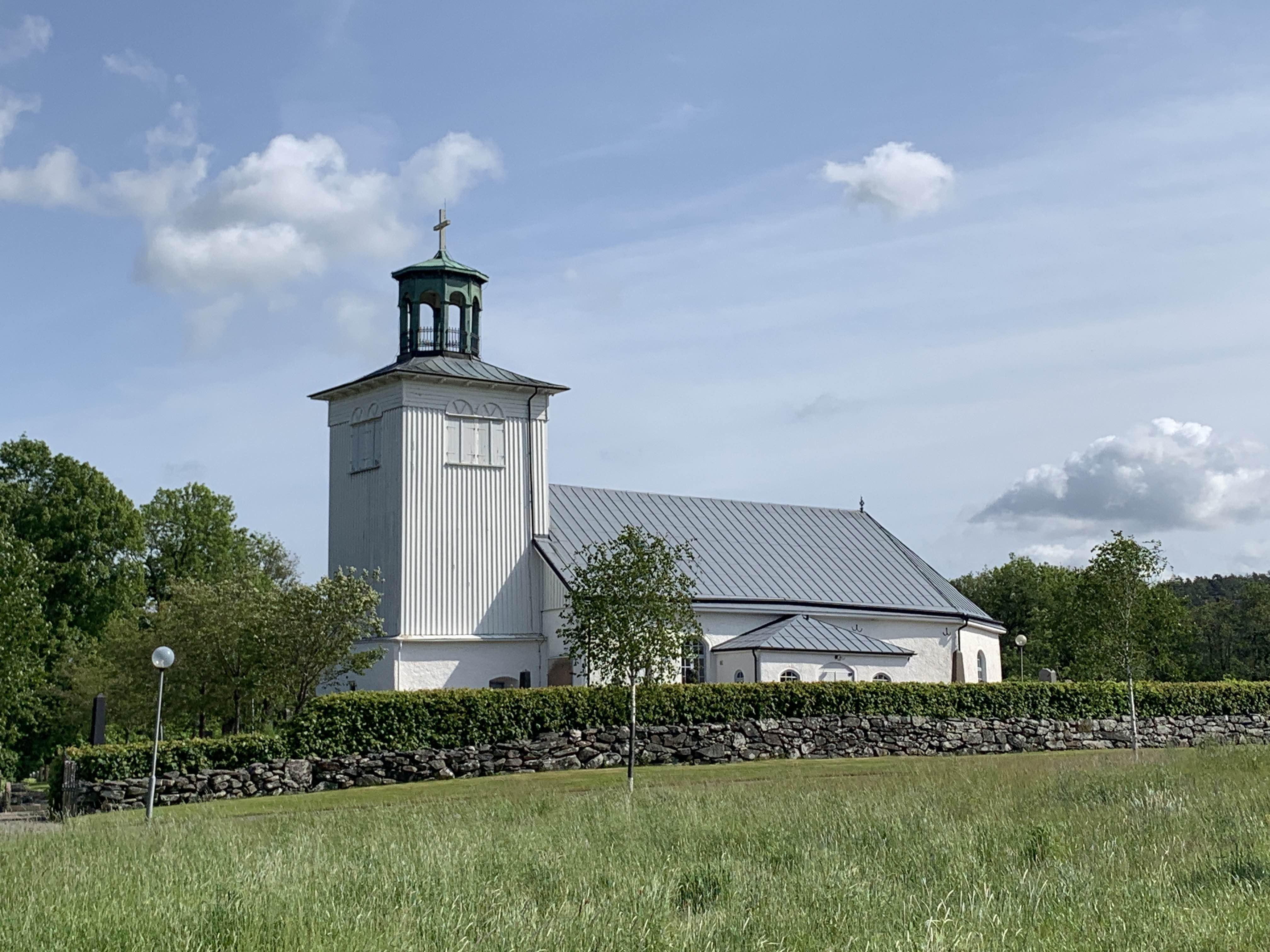
Nödinge kyrka i Nödinge-Nol, invigd 1727
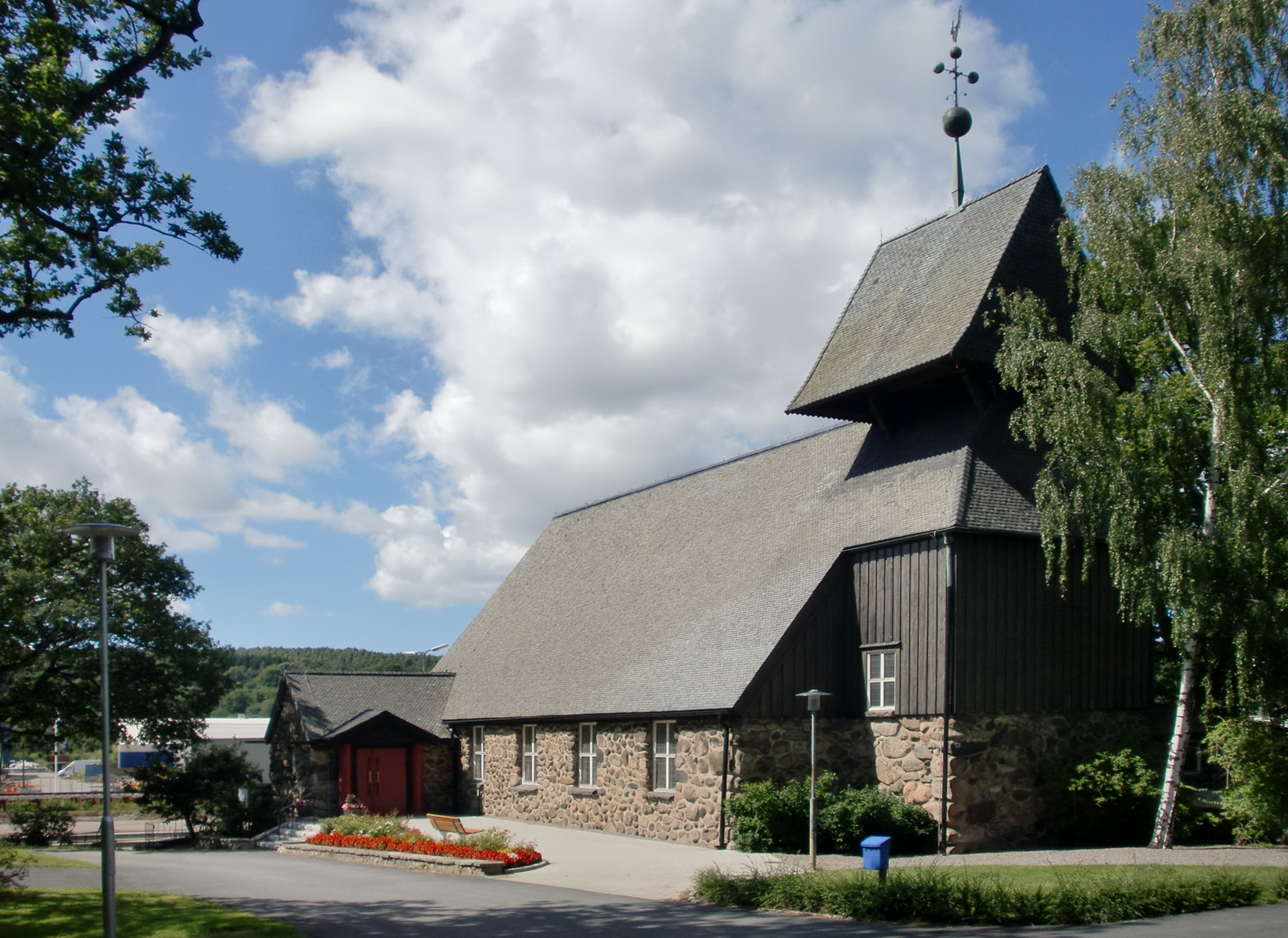
Surte kyrka, ritad av arkitekten Sigfrid Ericson
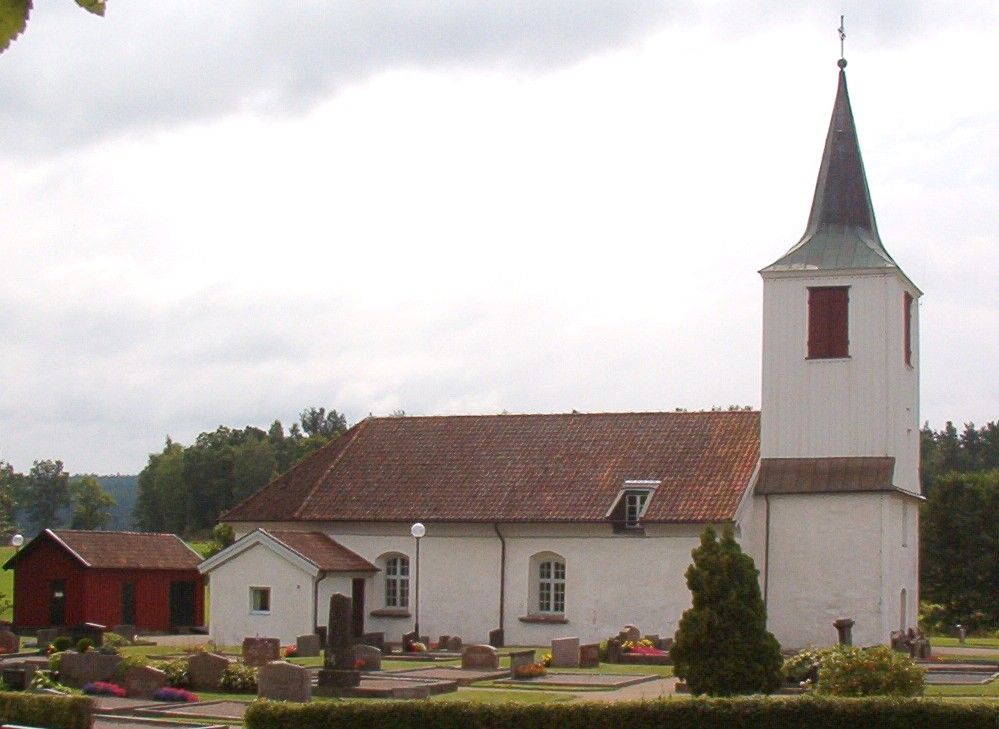
Hålanda kyrka i byn Hålanda

## Kultur

### Massmedier

#### Press
Ale-kuriren är en lokal gratistidning som ges ut veckovis sedan år 1996. Under åren 1975 till 1988 fanns dagstidningen Ale Allehanda och åren 1986 till 1997 fanns dagstidningen Ale tidning.

### Konstarter

#### Arkitektur
Uppe på höjden, norr om Surtesjön i Bohus ligger 18 stycken bostäder ritade av den prisade arkitekten Gert Wingårdh. Intill bostäderna ligger naturreservatet och rekreationsområdet Vättlefjäll.

#### Film
Lanthandelscenerna i sista avsnittet av TV-deckaren Polisen och pyromanen, sänd första gången i SVT 1996, spelades in vid numera rivna lanthandeln i Ryd.

### Kulturarv

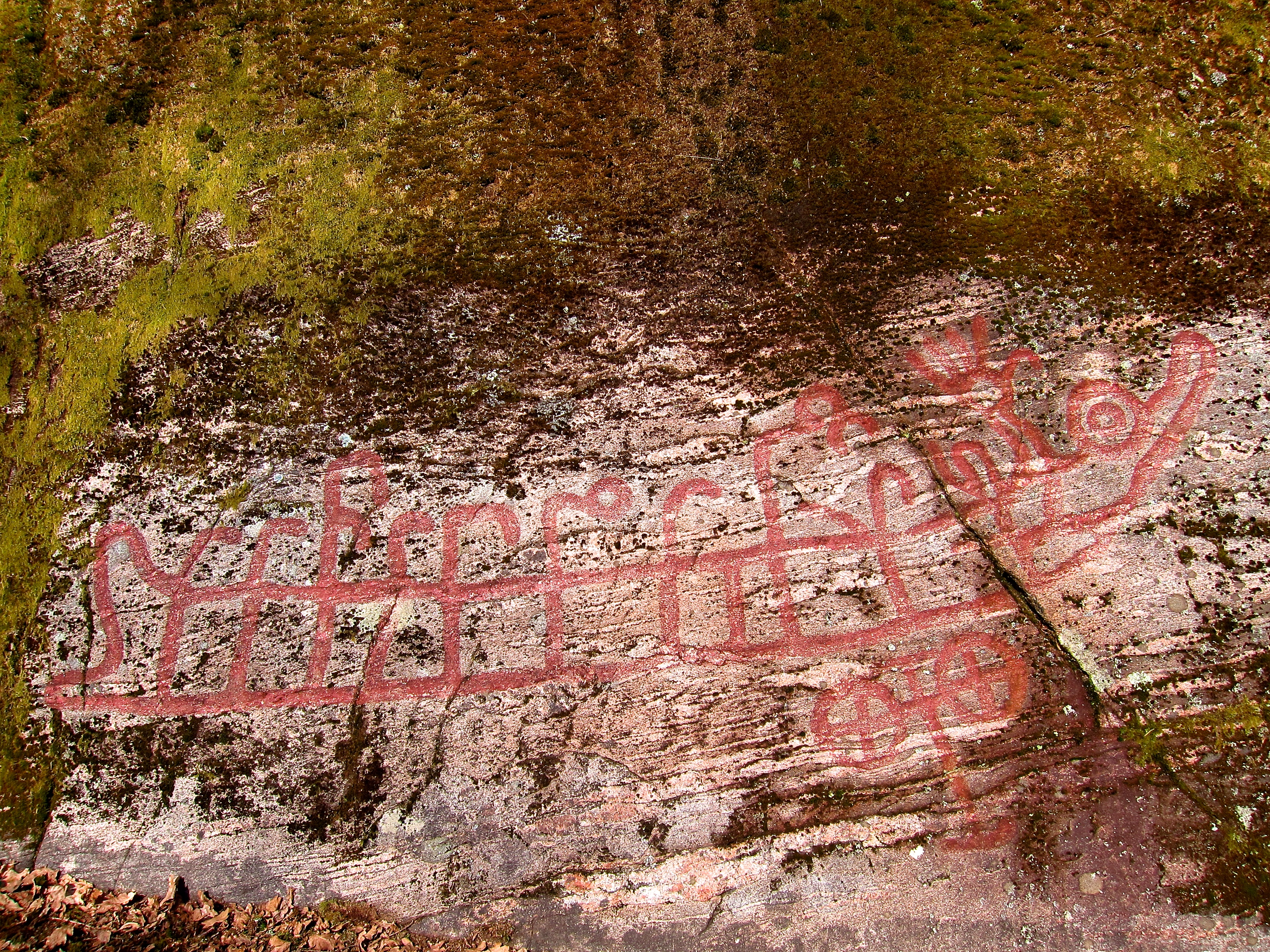
Hällristningen Skeppet i Skepplanda.

Vid Stugåsberget i Skepplanda kan man hitta hällristningen skeppet som är ifrån bronsåldern.

### Kommunvapen
Blasonering: I fält av silver en av en vågskura bildad stam, två gånger vågskuredelad av blått och silver, samt däröver ett stolpvis ställt grönt spetsigt blad med två flikar vid basen.

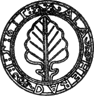
Ale härads sigill.

Kommunvapnet bygger på Ale härads sigill.

### Sport
Norr om Alafors ligger skidanläggningen Alebacken. Där hölls åren 2015 och 2016  snowboardtävlingen Ale Invite, där delar av världseliten deltog. År 2015 kom 9 000 åskådare till tävlingen. År 2016 kom 13 800 åskådare till Ale Invite, och SVT sände direkt. Det fanns 180 idrottsföreningar i kommunen år 2022, och den största idrotten i kommunen var fotboll. Det finns två golfbanor, en i Nödinge och en i Alvhem.
Det finns fyra kommunala badplatser – Vimmersjön, Hålsjön, Surtesjön och Hultasjön.

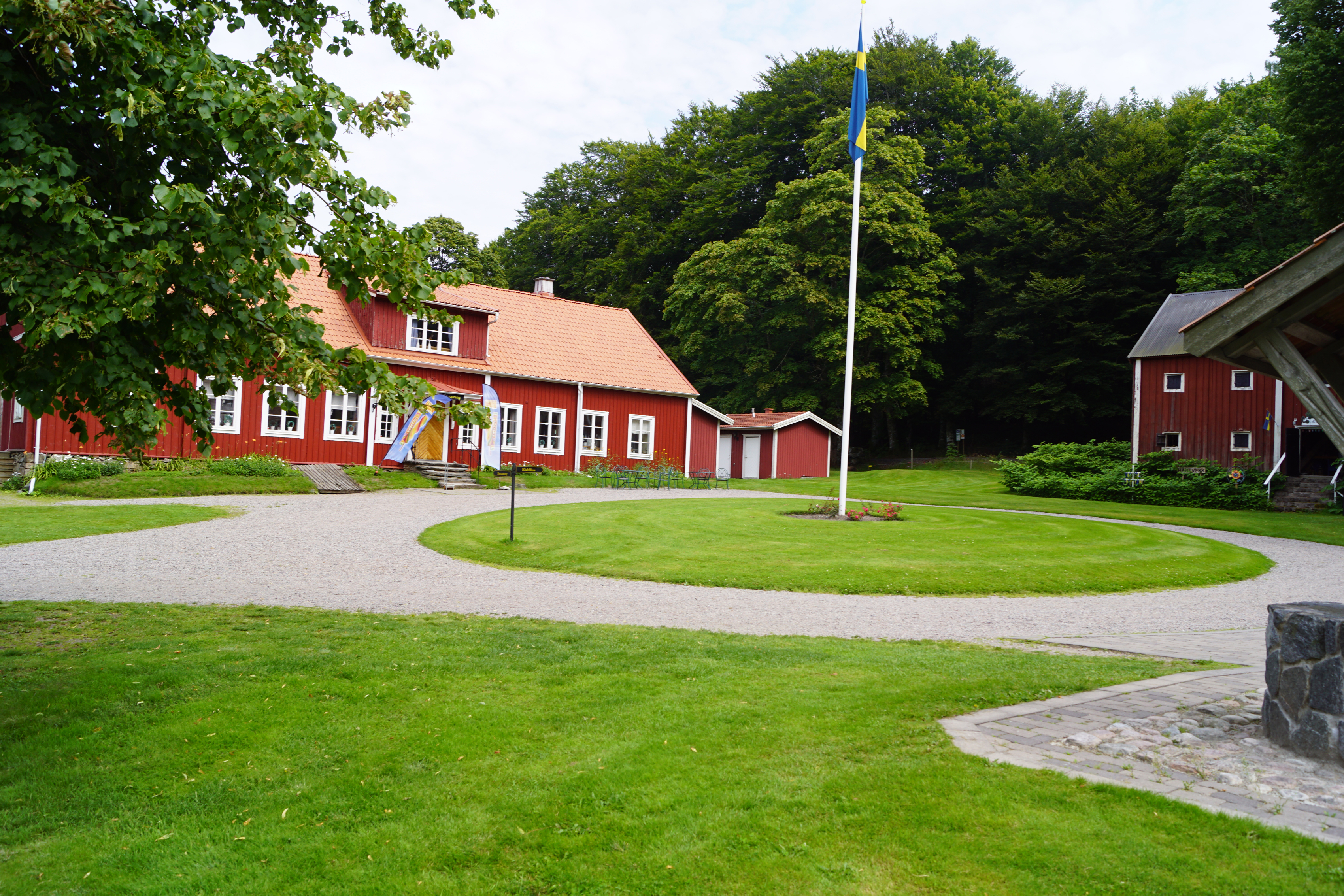
Alfhems kungsgård vid golfklubben.

## Galleri

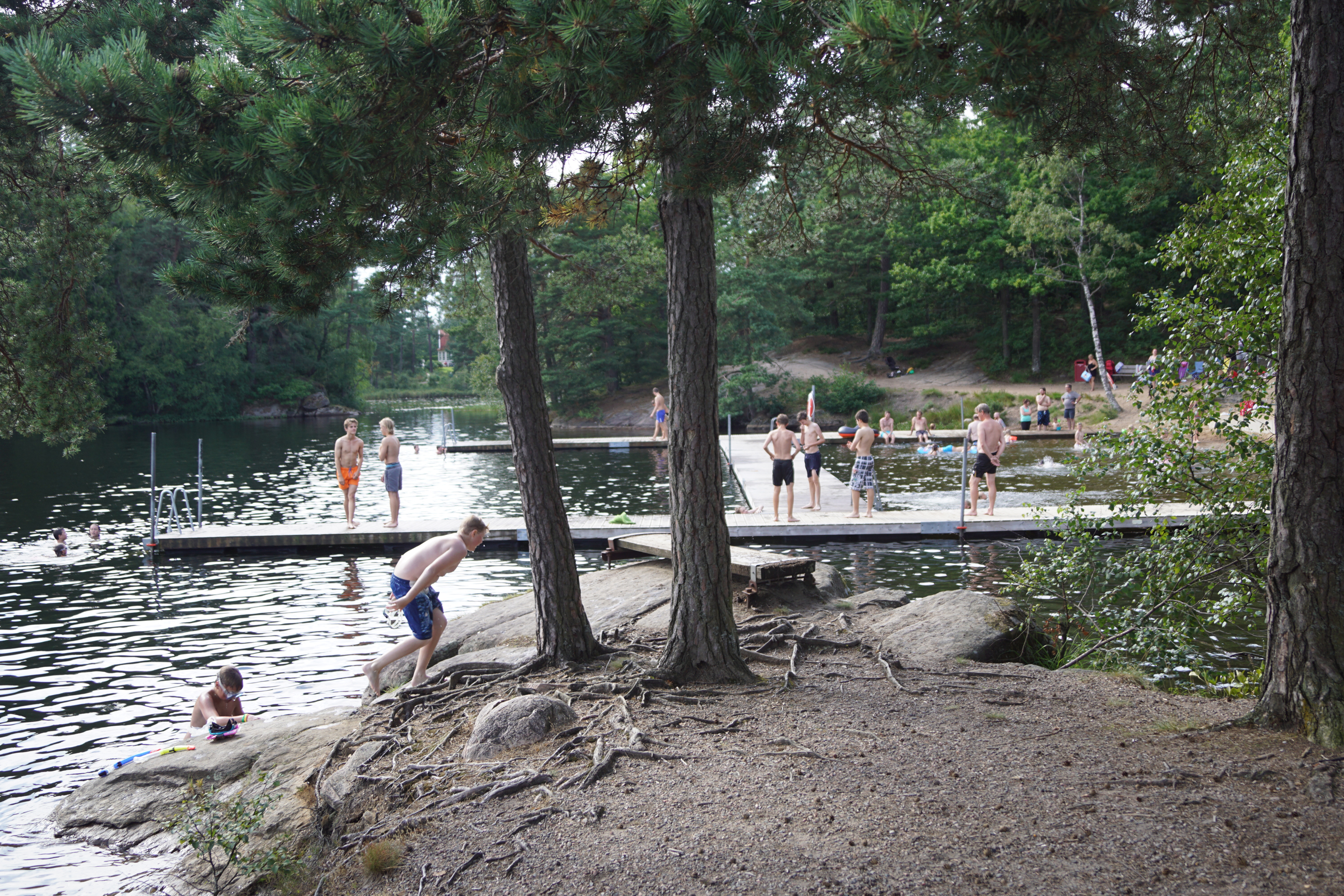
Hultasjön i Kilanda-Hult.